# Słupia (przystanek kolejowy)
Słupia – stacja kolejowa w Słupi pod Kępnem na linii kolejowej nr 272, w województwie wielkopolskim, w Polsce. W ramach prowadzonej w latach 2014−2015 rewitalizacji linii Ostrzeszów – Kluczbork stacja została przebudowana na przystanek osobowy, a dodatkowe tory zlikwidowane.

## Ruch pasażerski
| Rok  | Wymiana pasażerska na dobę |
| ---- | -------------------------- |
| 2017 | 10-19                      |
| 2022 | 10-19                      |